# Werner Kallenbach
Werner Kallenbach (* 29. Juni 1941 in Buckow) ist ein deutscher Politiker (SPD).

## Leben und Beruf
Kallenbach absolvierte zunächst in den Jahren 1958 bis 1960 eine Berufsausbildung zum Chemiefacharbeiter. Zwischen 1960 und 1962 erwarb er das Abitur. In den Jahren 1962 bis 1967 studierte er Chemie an der Martin-Luther-Universität Halle-Wittenberg. Ab 1967 arbeitete er im klinischen Labor der Landesklinik Brandenburg, 1971 wurde er Laborleiter. Im Jahr 1981 wurde er Fachwissenschaftler der Medizin, 1985 promovierte er zum Doktor der Biochemie. Er übte seinen Beruf als Diplomchemiker bis zum Jahr 1994 aus. Kallenbach ist verheiratet und hat ein Kind.

## Politik
Kallenbach wurde im Jahr 1990 erstmals in die Stadtverordnetenversammlung der Stadt Brandenburg an der Havel gewählt, in den Jahren 1992 bis 2003 war er ihr Vorsitzender.
Bei der Landtagswahl in Brandenburg 1994 wurde Kallenbach als Direktkandidat der SPD im Wahlkreis 20 (Brandenburg/Havel II) in den brandenburgischen Landtag gewählt. Bei der Landtagswahl im Jahr 1999 gelang es ihm, den Erfolg zu wiederholen und den Wahlkreis erneut für sich zu entscheiden. Kallenbach war Abgeordneter vom 11. Oktober 1994 bis zum 13. Oktober 2004. Im Landtag war er in den Jahren 1994 bis 2004 Mitglied des Ausschusses für Arbeit, Soziales, Gesundheit und Frauen, bis 1999 saß er auch im Ausschuss für Haushalt und Finanzen, ab 1999 im Ausschuss für Inneres. Im Jahr 2004 trat er nicht erneut zur Wahl an.